# Der böse Geist Lumpaci Vagabundus
Der böse Geist Lumpaci Vagabundus ist eine deutsche Filmkomödie von Carl Wilhelm aus dem Jahr 1922. Sie beruht auf Motiven des Theaterstücks Der böse Geist Lumpacivagabundus von Johann Nestroy und einer Inszenierung von Karl Etlinger, der das Stück für die Silvesterpremiere 1922 des Berliner Staatstheaters einstudierte und dort die Rolle des Schusters Knieriem kreierte.

## Handlung
Die Grundzüge dieser seiner berühmtesten Posse entlehnte Johann Nestroy der Erzählung „Das große Los“ von Carl Weisflog. Als Antwort auf die damalige Mode der Zauberstücke setzte er der Handlung aber ein Vorspiel im Feenhimmel voran:
Die Söhne der alten Zauberer sind hoffnungslos missraten, seit sie der böse Geist Lumpaci Vagabundus zu Liederlichkeit und Müßiggang verführt hat. Der Feenkönig Stellaris gibt ihnen durch die Fee Fortuna den verspielten Reichtum wieder zurück, aber das bessert sie nicht. Hilaris, Sohn des Zauberers Mystifax, weiß immerhin für sich einen Weg zur Besserung: er erbittet die Hand von Brillantine, Fortunas Tochter. Hier ist Lumpaci machtlos, und Fortuna ist perplex, dass Amorosa, Beschützerin der wahren Liebe, mächtiger sein soll als sie selbst. Stellaris will die Sache mit einer Wette klären: drei liederliche Sterbliche sollen mit Reichtum überhäuft werden. Bleiben sie, im Geiste Lumpacis, liederlich und verkommen, ist Fortuna besiegt, und Hilaris erhält Brillantine zur Frau. Kann Fortuna dem bösen Geist aber zumindest zwei seiner Gesellen entreißen, so gewinnt sie, und die Liebenden werden getrennt.
Auf Erden werden drei Sterbliche für das Experiment ausgewählt: Leim, ein biederer Tischlergeselle, der die Tochter seines Meisters liebt und dafür hinausgeworfen wurde; Zwirn, ein leichtlebiger Schneidergeselle, der über seine Liebeleien die Arbeit vernachlässigt; und schließlich Knieriem, ein trunksüchtiger Schustergeselle und Amateurastronom, dem der Suff und der nahende Weltuntergang wichtiger sind als sein Beruf. Unfreiwillig auf die Walz geschickt, treffen sich die drei und werden Reisegenossen. Mittels Lotteriegewinns überhäuft Fortuna sie mit Reichtum, der von den dreien redlich geteilt wird, und jeder von ihnen weiß damit etwas anzufangen: Leim kehrt als gemachter Mann zu seinem Meister zurück, um dessen Tochter zu heiraten; Zwirn wird hauptberuflicher Lebemann und Don Juan; Knieriem verschreibt sich der Astronomie und dem Wein. Man beschließt, sich am Jahrestag des Lotteriegewinns bei Leim zu treffen, und so geschieht es auch: Leim hat es zu Wohlstand gebracht, Zwirn und Knieriem aber sind hoffnungslos abgebrannt.
Im Feenhimmel muss sich Fortuna also geschlagen geben, anerkennt die Macht Amorosas und willigt in die Heirat von Hilaris und Brillantine ein. Amorosa aber will auch die beiden liederlichen Erdenmenschen Zwirn und Knieriem mit der Macht der wahren Liebe bessern, und auch das gelingt. Das Schlussbild des Films zeigt es: Amor vincit omnia.

## Produktion
Der Film wurde in Dürnstein, Berlin, Potsdam (Schlosspark Sanssouci) und weiteren, bisher noch nicht identifizierten Schauplätzen in Deutschland und Österreich gedreht. Die Innenaufnahmen entstanden in den Union-Ateliers, Tempelhof. Der Regisseur Carl Wilhelm schrieb auch das Manuskript und stellte den Film in eigener Produktion für die Ufa her, die den Film verlieh.
Der Film hatte eine Länge von 2340 Metern, verteilt auf sieben Akte, und wurde am 12. September 1922 im Ufa-Palast am Zoo (Berlin) uraufgeführt. Die Kino-Musik wurde zusammengestellt von Bruno Schulz. In Österreich lief der Film am 13. April 1923 im Wiener Schottenring-Kino an.
Carl Wilhelm übernahm für seine Filmversion die drei Hauptdarsteller Hirsch, Laubinger und Etlinger der zu Silvester 1921 aufgeführten Inszenierung des Stückes am Berliner Staatstheater. Walter Trier, der für den Film die Kostümentwürfe lieferte, entwarf auch das Filmplakat.
Der Film ist als Kameranegativ im Filmarchiv des Bundesarchivs überliefert. Anhand dieses Materials wurde der Film 2014 digital restauriert und im Auftrage des Orchester Filmharmonie von Florian C. Reithner mit einer neuen Musik für Orchester versehen. In dieser Fassung lief der Film u. a. im Theater an der Wien, wo schon Nestroys Posse uraufgeführt wurde.

## Kritik
Das Branchenblatt Paimanns Filmlisten schrieb über den Film, im Vordergrund stehe die vorzügliche Darstellung durch ein sorgfältig gewähltes Ensemble, welchem der Erfolg des Bildes vorwiegend zu danken sei. Das Sujet nehme eine untergeordnete Stellung ein. Sehr nett seien, von einigen für die Biedermeierzeit zu modernen Bauten abgesehen, Aufmachung und Photos. Dem Film wurde „ein den Durchschnitt überragendes Bild“ bescheinigt.